# Игнатенко, Юрий Анатольевич
Юрий Анатольевич Игнатенко (род. 1971) — советский и российский самбист. Работает тренером в ФОК «ГАЗПРОМ», г. Санкт-Петербург. Мастер спорта СССР международного класса по самбо, мастер спорта по дзюдо.

## Биография
Юрий Анатольевич Игнатенко родился в 1971 году.
Занимался самбо у тренера Юрия Николаевича Котенева.
Бронзовый призёр Всесоюзных юношеских игр 1988 года, бронзовый призёр розыгрыша Кубка СССР 1991 года, бронзовый призёр чемпионата СССР 1991 года, чемпион (1992) и бронзовый призёр (1993) чемпионатов России, серебряный призёр чемпионата мира по самбо 1992 года, победитель Всемирных игр 1993 года. Выступал в лёгкой (до 62 кг) и первой полусредней (до 68 кг) весовых категориях. 
Работает тренером в ФОК «ГАЗПРОМ», Выборгский район города Санкт-Петербурга.

## Награды и звания
- Мастер спорта СССР международного класса по самбо
- Мастер спорта по дзюдо

## Спортивные результаты
- Кубок СССР по самбо 1991 года — ;
- Чемпионат СССР по самбо 1991 года — ;
- Чемпионат России по самбо 1992 года — ;
- Чемпионат России по самбо 1993 года — ;
- Всесоюзные Юношеские Игры 1988 —